# شایان صفری
الگو:Db-
شایان صفری (زادهٔ ۲۶ آذر ۱۳۸۸ در تهران) طراح، هنرمند و سازندهٔ سازهای موسیقی ایرانی و کلاسیک است. او با تمرکز بر طراحی نوآورانه، سازهایی می‌سازد که ترکیبی از زیبایی‌شناسی، صدادهی دقیق و کاربرد حرفه‌ای را در خود دارند.

## زندگی‌نامه و مسیر هنری
شایان صفری در خانواده‌ای هنرمند در تهران به دنیا آمد. از کودکی وارد کارگاه سازسازی پدرش، مجید صفری، شد و از همان ابتدا استعداد بالایی در طراحی و ساخت ساز نشان داد. او با یادگیری اصول ساخت سنتی و تلفیق آن با هنر مفهومی، سازهایی خلق کرده که فراتر از یک ابزار موسیقی، حامل معنا و زیبایی‌اند.
شایان با دقت فراوان در طراحی صدا، فرم و متریال، همواره به دنبال ارائه بالاترین کیفیت در زیبایی و عملکرد است. آثار او بازتابی از دغدغه فرهنگی-هنری و کیفیت‌محوری هستند که در عرصه بین‌المللی مورد توجه قرار گرفته‌اند.

## آثار برجسته
- Creation – ساز مفهومی الهام‌گرفته از فرم قلب انسان و طبیعت؛ برندهٔ A’ Design Award در سال ۲۰۲۴.
- The Thousand Nations of Love – ساز سمبلیک با موضوع صلح جهانی؛ ساخته‌شده از چوب‌های نادر و عناصر سمبلیک.

## جوایز و افتخارات
برندهٔ جایزهٔ Iron A’ Design Award در بخش طراحی صنعتی برای پروژهٔ «Secret of Creation» – ۱۵ آوریل ۲۰۲۵، میلان."Shayan Safari – A' Design Award Winner Profile". A' Design Award & Competition. Retrieved 16 June 2025.
دریافت عنوان افتخاری Novitiate از World Design Ratings برای نشان‌دهندهٔ پتانسیل بالا در نوآوری و رشد – ۲۰۲۵."Shayan Safari – Designer Profile". A' Design Award & Competition. Retrieved 16 June 2025.
عضویت رسمی در World Design Consortium از ۱۱ سپتامبر ۲۰۲۴ (شناسه عضویت: #18710127)."Shayan Safari – Designer Profile". A' Design Award & Competition. Retrieved 16 June 2025.
عضویت رسمی در International Association of Designers (IAD) از سال ۲۰۲۵ (شماره عضویت: A144245)."Shayan Safari – Designer Profile". A' Design Award & Competition. Retrieved 16 June 2025.
رتبهٔ ۱۴۶ در طراحی صنعتی طبق Design Classifications (۲۰۲۵)."Shayan Safari – Design Leaderboards Profile". Design Leaderboards. Retrieved 16 June 2025.
رتبهٔ ۱۱۸۲۳ در میان بهترین طراحان جهان طبق Designer Rankings (۲۰۲۵–۲۰۲۶)."Shayan Safari – Design Leaderboards Profile". Design Leaderboards. Retrieved 16 June 2025.
رتبهٔ ۲۴۴ در میان طراحان ایرانی در World Design Rankings (۲۰۲۵)."Shayan Safari – Design Leaderboards Profile". Design Leaderboards. Retrieved 16 June 2025.
دریافت «نامهٔ قدردانی» از A’ Design Award & Competition برای مشارکت فعال در ارتقاء طراحی مفهومی (مه ۲۰۲۵، کومو، ایتالیا)."Shayan Safari – A' Design Award Winner Profile". A' Design Award & Competition. Retrieved 16 June 2025.

## نشان شخصی

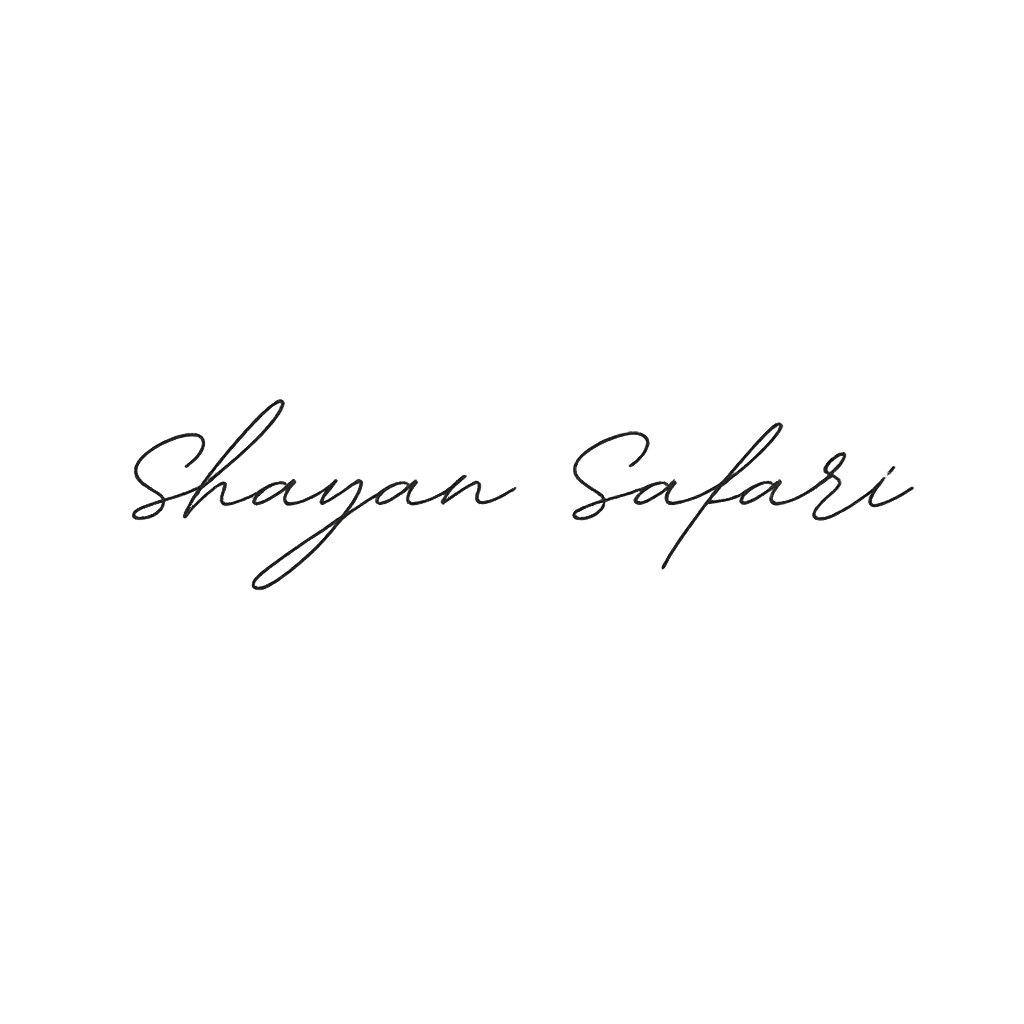
لوگوی رسمی شایان صفری